# ホールド (ウエイトトレーニング)
ホールドはウエイトトレーニングの種目の一つ。握力を高めることができる。等尺性収縮。

## 具体的動作

### ぶら下がり
高い位置のバーにオーバーグリップでつかまる。親指は使わず、人差し指から小指までを使い、中指は第二関節から先が使われるようにする。ぶら下がる時間はだいたい12-20秒が目安。楽にできるようになったら、ディップスベルトを使って負荷を増やしていく。ディップスベルトが使えない場合は、片手でぶら下がるか使う指を減らす。

### バーベル保持
パワーラックのセーフティバーをセットし、バーベルが膝の皿の上に位置するようにする。バーベルを肩幅よりやや広めのオーバーグリップで持って立つ。指を閉めて完全に握り、指が開き始めるまでキープする。だいたい10秒が目安。楽にできるようになったら、バーベルの負荷を増やしていく。